# Akademski Vaterpolski Klub Branik Maribor
Akademski Vaterpolski Klub Branik Maribor é um clube de polo aquático da cidade de Maribor, Eslovênia.

## História
O clube foi fundado em 1992. 

## Títulos
- Liga Eslovena de Polo aquático
  - 2013–14